# Crespin, Tarn
Crespin là một xã trong tỉnh Tarn thuộc vùng Occitanie ở miền nam nước Pháp. Xã này nằm ở khu vực có độ cao trung bình 525 mét trên mực nước biển.
Sông Cérou chảy qua xã Crespin.